# Legalidad del negacionismo del Holocausto

Los países con leyes contra la negación del Holocausto se muestran en rojo.

La legalidad del negacionismo del Holocausto, se refiere a la tipificación penal del acto de negar el asesinato genocida de aproximadamente seis millones de personas en Europa; por parte de la Alemania nazi durante la Segunda Guerra Mundial.
Se han propuesto leyes contra la negación del Holocausto en muchos países, incluidos los Estados Unidos y el Reino Unido, debido a que el negacionismo provoca el aumento del racismo. Éstas han sido criticadas, sobre todo por parte de defensores de los derechos civiles y políticos, por aparentemente violar los derechos humanos a la libertad de expresión.
Algunos tribunales de los Estados Unidos, Alemania y el Reino Unido han tomado conocimiento judicial de que ocurrió el Holocausto.
Hoy; en América Canadá, en Asia Israel y dieciséis países europeos; prohíben la negación del Holocausto.

## Críticas
Los académicos han señalado que los países que prohíben específicamente la negación del Holocausto generalmente tienen sistemas legales que limitan el discurso de otras maneras, como prohibir el discurso de odio. Según DD Guttenplan, se trata de una división entre los "países de derecho consuetudinario de los Estados Unidos, Irlanda y muchos países de la Commonwealth británica de los países de derecho civil de Europa continental y Escocia". En los países de derecho civil, la ley es generalmente más proscriptiva. Además, bajo el régimen de derecho civil, el juez actúa más como un inquisidor, reuniendo y presentando pruebas así como interpretándolas". Michael Whine argumenta que la negación del Holocausto puede inspirar violencia contra los judíos; afirma que "la experiencia de los judíos en la era posterior a la Segunda Guerra Mundial sugiere que sus derechos están mejor protegidos en democracias abiertas y tolerantes que persiguen activamente todas las formas de odio racial y religioso.
János Kis y, en particular , András Schiffer sienten que el trabajo de los negadores del Holocausto debería estar protegido por un derecho universal a la libertad de expresión . El Tribunal Constitucional húngaro (Alkotmánybíróság) dirigido por László Sólyom utilizó un argumento idéntico cuando anuló una ley contra la negación del Holocausto en 1992. El argumento de que las leyes que castigan la negación del Holocausto son incompatibles con el Convenio Europeo de Derechos Humanos y la Declaración Universal de Derechos Humanos ha sido rechazado por instituciones del Consejo de Europa (la Comisión Europea de Derechos Humanos, el Tribunal Europeo de Derechos Humanos ) y también por el Comité de Derechos Humanos de las Naciones Unidas.

Los historiadores que se oponen a tales leyes incluyen a Raul Hilberg, Richard J. Evans, Pierre Vidal-Naquet y Timothy Garton Ash . Otros opositores prominentes incluyen a Christopher Hitchens, Peter Singer, y Noam Chomsky, quienes escribieron:
Me parece algo escandaloso que incluso sea necesario debatir estos temas dos siglos después de que Voltaire defendiera el derecho a la libre expresión de opiniones que detestaba. Es un mal servicio a la memoria de las víctimas del holocausto adoptar una doctrina central de sus asesinos.
Se produjo un alboroto cuando Serge Thion utilizó uno de los ensayos de Chomsky sin permiso explícito como prólogo de un libro de ensayos sobre la negación del Holocausto (ver el asunto Faurisson ).

En enero de 2019, en una entrevista en The New Yorker en relación con la publicación de su libro, Antisemitism: Here and Now, la historiadora del Holocausto Deborah E. Lipstadt expresó su oposición a las leyes contra la expresión de la negación del Holocausto:
Sigo siendo un firme opositor de las leyes contra la negación del Holocausto. En primer lugar, soy un defensor bastante feroz de la Primera Enmienda. Habiendo sido demandado por difamación, y habiendo tenido eso en mi vida durante unos seis años, estoy más que nunca. Aunque la difamación no está contemplada en la Primera Enmienda, [David Irving] no habría podido demandarme en este país porque era una figura pública. Pero tampoco creo que estas leyes sean eficaces. Olvídese de la moralidad – no creo que funcionen. Creo que convierten todo lo que está prohibido en fruto prohibido. Lo vimos en Alemania, cuando Mein Kampf fue liberado del embargo hace unos años. La gente lo compró porque de repente era algo que podían conseguir. No creo que estas leyes funcionen. Y la tercera razón por la que me opongo a ellos es que no quiero que los políticos tomen una decisión sobre lo que se puede y no se puede decir. Eso me asusta enormemente.
Estas leyes también han sido criticadas sobre la base de que la educación es más eficaz que la legislación para combatir la negación del Holocausto y que las leyes convertirán en mártires a los encarcelados por su violación.

## Por países

### Australia
Si bien Australia carece de una ley específica contra la negación del Holocausto, la negación del Holocausto se procesa en Australia bajo varias leyes contra el "discurso de odio" y el "vilipendio racial". Fredrick Töben fue declarado culpable en el Tribunal Federal de desacato de Australia en 2009 por no seguir una orden judicial en 2002 de desistir de publicar material antisemita en su sitio web del Instituto Adelaida . El material cuestionaba si ocurrió el Holocausto, así como la presencia de cámaras de gas en los campos de exterminio de Auschwitz.

### Austria
En Austria, la Verbotsgesetz de 1947 proporcionó el marco legal para el proceso de desnazificación en Austria y la represión de cualquier resurgimiento potencial del nazismo . En 1992, se enmendó para prohibir la negación o la minimización flagrante del Holocausto.

National Socialism Prohibition Law (1947, amendments of 1992)
§ 3g. He who operates in a manner characterized other than that in § § 3a – 3f will be punished (revitalising of the NSDAP or identification with), with imprisonment from one to up to ten years, and in cases of particularly dangerous suspects or activity, be punished with up to twenty years' imprisonment.

§ 3h. As an amendment to § 3 g., whoever denies, grossly plays down, approves or tries to excuse the National Socialist genocide or other National Socialist crimes against humanity in a print publication, in broadcast or other media.

### Bélgica
En Bélgica, la negación del Holocausto se declaró ilegal en 1995.

Negationism Law (1995, amendments of 1999)
Article 1 Whoever, in the circumstances given in article 444 of the Penal Code denies, grossly minimises, attempts to justify, or approves the genocide committed by the German National Socialist Regime during the Second World War shall be punished by a prison sentence of eight days to one year, and by a fine of twenty six francs to five thousand francs. For the application of the previous paragraph, the term genocide is meant in the sense of article 2 of the International Treaty of 9 December 1948 on preventing and combating genocide. In the event of repetitions, the guilty party may in addition have his civic rights suspended in accordance with article 33 of the Penal Code.
Art.2 In the event of a conviction on account of a violation under this Act, it may be ordered that the judgement, in its entity or an excerpt of it, is published in one of more newspapers, and is displayed, to the charge of the guilty party.
Art.3. Chapter VII of the First Book of the Penal Code and Article 85 of the same Code are also applicable to this Act.

Art. 4. The Centre for Equal Opportunities and Opposition to Racism, as well as any association that at the time of the facts had a legal personality for at least five years, and which, on the grounds of its statutes, has the objective of defending moral interests and the honour of the resistance or the deported, may act in law in all legal disputes arising from the application of this Act.

### Bosnia y Herzegovina
En mayo de 2007, Ekrem Ajanovic, un parlamentario bosnio en el parlamento bosnio, propuso una legislación para criminalizar la negación del Holocausto, el genocidio y los crímenes de lesa humanidad, la primera vez que un legislador en Bosnia y Herzegovina hacía tal sugerencia. Los parlamentarios serbios de Bosnia votaron en contra y propusieron que el problema se resuelva dentro del Código Penal de Bosnia y Herzegovina.  Después de esto, el 6 de mayo de 2009, los parlamentarios bosnios Adem Huskic, Ekrem Ajanovic y Remzija Kadric propusieron al parlamento un cambio en el Código Penal de Bosnia y Herzegovina donde se tipificarían como delito el Holocausto, el genocidio y los crímenes de lesa humanidad. Los parlamentarios serbobosnios se han opuesto repetidamente a tal legislación alegando que la ley "causaría desacuerdo e incluso animosidad", según el miembro de SNSD Lazar Prodanovic.
El 23 de julio de 2021, el Alto Representante de Bosnia y Herzegovina, Valentin Inzko, aprobó una ley utilizando los poderes de Bonn que se le otorgaron para prohibir la negación de los genocidios, los crímenes de lesa humanidad y los crímenes de guerra.

### Brasil
Si bien la negación del Holocausto no está explícitamente prohibida en la ley brasileña, los precedentes tienden a conducir a la condena. Al 11 de febrero de 2022, se encuentran en trámite en el Congreso varios proyectos de ley que tipifican como delito el acto.

### RP China
En la República Popular China, la negación del Holocausto es ilegal al defender o glorificar guerras de agresión o conductas agresivas, según la Ley de la República Popular China sobre la Protección de Héroes y Mártires.

### República Checa
En la República Checa, la negación del Holocausto y la negación de las atrocidades perpetradas por los comunistas es ilegal.

Law Against Support and Dissemination of Movements Oppressing Human Rights and Freedoms (2001)

§ 405 Anyone who publicly denies, disputes, approves or attempts to justify a Nazi, Communist or other genocide or Nazi, Communist or other crimes against humanity or war crimes or crimes against peace will be punished by imprisonment for six months to three years.

### Francia
En Francia, la Ley Gayssot, aprobada el 13 de julio de 1990, ilegaliza cuestionar la existencia de crímenes que caen en la categoría de crímenes contra la humanidad tal como se define en la Carta de Londres de 1945, sobre la base de la cual los líderes nazis fueron condenado por el Tribunal Militar Internacional de Núremberg en 1945-1946. Cuando el acto fue impugnado por Robert Faurisson, el Comité de Derechos Humanos lo sostuvo como un medio necesario para contrarrestar el posible antisemitismo. Del mismo modo, las solicitudes de Pierre Marais y Roger Garaudy fueron rechazadas por el Tribunal Europeo de Derechos Humanos, en 1996 y 2003.
En 2012, el Consejo Constitucional de Francia dictaminó que extender la Ley Gayssot a la negación del genocidio armenio era inconstitucional porque violaba la libertad de expresión . Sin embargo, se encontró que la Ley Gayssot en sí era compatible con la Constitución cuatro años después.

### Alemania
En Alemania existe el instituto Volksverhetzung, (significa Incitación al pueblo) es un concepto del derecho penal alemán que prohíbe la incitación al odio contra segmentos de la población. A menudo se aplica a (aunque no se limita a) juicios relacionados con la negación del Holocausto. Además, la Section 86a prohíbe varios símbolos de organizaciones inconstitucionales, como los símbolos nazis o la bandera del Estado Islámico.

### Israel
En Israel, el 8 de julio de 1986, la Knesset aprobó una ley para criminalizar la negación del Holocausto.

### Italia
El parlamento italiano, prorrogando una ley antirracismo de 1975, aprobó la Ley 16 de junio de 2016 que tipifica como delito la difusión de la negación del Holocausto y hace que la condena por el delito esté sujeta a prisión de dos a seis años.

### Reino de los Países Bajos
Si bien la negación del Holocausto no es explícitamente ilegal en el Reino de los Países Bajos, los tribunales lo consideran una forma de propagar el odio y por lo tanto un delito. Según la fiscalía neerlandesa, los comentarios ofensivos solo son punibles por la ley si equivalen a discriminación contra un grupo en particular.

### Rusia
En mayo de 2014, el presidente Vladímir Putin, firmó una ley que convertía en delito penal la negación de los crímenes nazis, la «difusión deliberada de información falsa sobre la actividad de la Unión Soviética en la Segunda Guerra Mundial» y la representación de los nazis como héroes.

### España
La negación del genocidio era ilegal en España hasta que, el 7 de noviembre de 2007, la sentencia del Tribunal Constitucional de España dictaminó que las palabras «negar o» eran inconstitucionales. En consecuencia, la negación del Holocausto es legal en España, aunque justificar el Holocausto o cualquier otro genocidio es un delito castigado con pena de prisión de acuerdo con la Constitución de 1978.

### Ucrania
En septiembre de 2021, la Verkhovna Rada aprobó una ley que define el antisemitismo y lo prohíbe en el país. El texto incluye negar el exterminio masivo de judíos en el Holocausto como parte de su definición.

### Reino Unido
No existe una ley en el Reino Unido que declare ilegal la negación del Holocausto, sin embargo, se tomó una notificación judicial de que el Holocausto ocurrió en el caso R v Chabloz y el procesado en ese caso fue acusado de «compartir material extremadamente ofensivo» relacionado con la negación del Holocausto. Algunos sostienen que esta sentencia sienta un precedente para que el material relacionado con la negación del Holocausto se considere «extremadamente ofensivo y contrario a la Ley de Comunicaciones de 2003».

### Estados Unidos
En los Estados Unidos, la negación del Holocausto está protegida constitucionalmente por la libertad de expresión debido a la Primera Enmienda.
Un tribunal de los Estados Unidos en 1981, en un caso presentado por Mel Mermelstein, tomó conocimiento judicial de la ocurrencia de gaseamientos en Auschwitz durante el Holocausto, declarando que es un hecho legalmente incontestable.

### Canadá
La legalidad de la negación del Holocausto en Canadá ha surgido en varios casos judiciales. En R v Zundel, la Corte Suprema de Canadá dictaminó que Ernst Zündel, un inmigrante nacido en Alemania, que fue un negador prolífico del Holocausto, no podía ser condenado por "difundir noticias falsas", ya que sería contrario a la garantía de libre acceso de la Carta de Canadá. expresión
Según The Canadian Press, el gobierno federal anunció un proyecto de ley en 2022 que cambiará el Código Penal para prohibir la negación del Holocausto y formas similares de discurso de odio antisemita.
A partir del 23 de junio de 2022, la promoción deliberada del antisemitismo es ilegal en Canadá. Las personas declaradas culpables de promover deliberadamente el antisemitismo al "condonar, negar o minimizar el Holocausto" pueden recibir una sentencia de prisión de no más de 2 años o una condena sumaria.

## Por organizaciones internacionales

### Unión Europea
En julio de 1996 el Consejo de la Unión Europea adoptó la Acción conjunta/96/443/JAI para combatir el racismo y la xenofobia. Durante la presidencia alemana hubo un intento de ampliar esta prohibición.  La Comisión Ejecutiva de la Unión Europea propuso una ley de xenofobia contra el racismo en toda la Unión Europea en 2001, que incluía la criminalización de la negación del Holocausto. El Reino Unido y los países nórdicos bloquearon la plena implementación debido a la necesidad de equilibrar las restricciones a la expresión de opiniones racistas con la libertad de expresión. Como resultado, se ha llegado a un compromiso y, si bien la UE no ha prohibido la negación del Holocausto por completo, todos los países miembros pueden optar a «una pena máxima de tres años de prisión por negar o trivializar gravemente los delitos de genocidio, los delitos contra humanidad y los crímenes de guerra».
La política de extradición de la UE con respecto a la negación del Holocausto se probó en el Reino Unido durante el caso fallido de extradición de 2008 presentado contra el presunto negador del Holocausto Fredrick Töben por parte del gobierno alemán. Como no existe un delito específico de negación del Holocausto en el Reino Unido, el gobierno alemán había solicitado la extradición de Töben por delitos raciales y xenófobos. La extradición de Töben fue rechazada por el Tribunal de Magistrados de Westminster y el gobierno alemán retiró su apelación ante el Tribunal Superior.

### Decisión del Tribunal Europeo de Derechos Humanos
En octubre de 2019, en el caso Pastörs v. Alemania (aplicación núm. 55225/14), el Tribunal Europeo de Derechos Humanos (TEDH) dictaminó por unanimidad que una decisión de los tribunales alemanes determinando que la declaración del político alemán, Udo Pastörs, de que "los llamados Holocausto está siendo utilizado con fines políticos y comerciales", así como otros comentarios de negación del Holocausto fueron una violación de la memoria de los muertos y una difamación intencional del pueblo judío y que los tribunales no habían violado el artículo 10 ( libertad de expresión ) de la Convenio Europeo de Derechos Humanos para condenarlo por este delito. Además, el TEDH decidió por cuatro votos contra tres que no había habido violación del artículo 6 § 1 (derecho a un juicio justo) del Convenio Europeo de Derechos Humanos.